# Alois Bernt
Alois Bernt (* 9. April 1871 in Willomitz, Königreich Böhmen; † 5. April 1945 in Kaaden, Reichsgau Sudetenland) war ein sudetendeutscher Gymnasiallehrer und Germanist, der sich der Erforschung der deutschen Sprache und Literatur in Böhmen widmete.

## Leben
Alois Bernt stammte aus einer alten böhmischen Bauernfamilie aus dem Duppauer Gebirge. Er wurde 1871 in Willomitz als Sohn des Tagelöhners Franz Bernt und dessen Ehefrau Johanna geb. Wanka geboren. In Kaaden besuchte er das Gymnasium und studierte anschließend an der Universität Innsbruck, wo er promovierte. Danach war er als Gymnasial-Professor tätig und im Anschluss für 16 Jahre Gymnasialdirektor in Gablonz an der Neiße. In Kaaden setzte er sich zur Ruhe.
Bekannt wurde Alois Bernt durch zahlreiche Publikationen zur älteren deutschen Sprache. Für die deutschen Mittelschulen der neugegründete Tschechoslowakei schrieb er beispielsweise das Standardwerk über deutsche Literaturkunde.
Mehr als 40 Jahre nach seinem Tod erschien das Werk Die Germanen und Slawen in Böhmen und Mähren. Spuren früher Geschichte im Herzland Europas.
Er war verheiratet und hatte den Sohn Walther Bernt.

## Schriften (Auswahl)
- Gedanken und Bedenken zur Einrichtung und Verwaltung unserer höheren Schulen. Mittelschullehrerverein, Aussig 1917.
- Der deutsche Humanismus und die deutsche Bildung. Haase, Leipzig 1918.
- Deutsche Litergeschichte für das deutsche Haus und zum Selbstunterricht. Stiepel, Reichenberg in Böhmen 1920.
- Deutsche Literaturkunde für die deutschen Mittelschulen der tschecho-slovakischen Republik. Stiepel, Reichenberg 1920.
- Handbuch der Deutschen Literaturgeschichte. Gebr. Stiepel, Reichenberg 1928.
- Sprach- und kulturgeschichtliche Bedeutung deutschböhmischer Stadturkunden. Butter, Komotau in Böhmen 1930.
- Die Entstehung unserer Schriftsprache. Weidmann, Berlin 1934.
- Liebe, Lust und Leid. Altdeutsche Novellen übertragen von Alois Bernt. München 1939.
- Altdeutsche Finglinge aus Böhmen, Rohrer, Brünn 1943.
- Die Germanen und Slawen in Böhmen und Mähren. Spuren früher Geschichte im Herzland Europas, Tübingen 1989.